# Colastes orchesiae
Colastes orchesiae är en stekelart som först beskrevs av William Harris Ashmead 1889.  Colastes orchesiae ingår i släktet Colastes och familjen bracksteklar. Inga underarter finns listade i Catalogue of Life.